# 米尔顿 (佛罗里达州)
米尔顿（英語：Milton），是美国佛罗里达州聖羅薩縣下属的一座城市。建立于1844年。面积约为11.8平方公里（约合4.6平方英里）。根据2010年美国人口普查，该市有人口8,826人。论人口在本州排行第171。

## 外部連結
- 米爾頓市 （页面存档备份，存于）
- The West Florida Railroad Museum （页面存档备份，存于）
- Santa Rosa Press Gazette （页面存档备份，存于） newspaper that serves Milton, Florida available in full-text with images in Florida Digital Newspaper Library （页面存档备份，存于）
- The Milton Chronicle （页面存档备份，存于）